# Severiano Primo da Fonseca Lins
Severiano Primo da Fonseca Lins (Palmares, 16 de julho de 1902 — Rio Bonito, 13 de janeiro de 1939) foi um aviador brasileiro e pioneiro da aviação civil e comercial no Brasil.

## Carreira

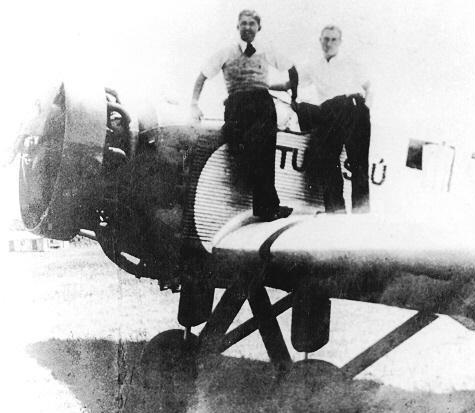
Severiano Lins e amigo num Junker W34 da Condor.

Severiano Primo da Fonseca Lins nasceu no município de Palmares, estado de Pernambuco, no dia 16 de Julho de 1902, filho de um grande fazendeiro da localidade, Coronel Zacarias Primo da Fonseca Lins. Começou sua carreira na agrimensura, uma área auxiliar à agronomia dedicado à medição de terrenos para plantio.
Em 1928, embarcou no Porto do Recife, no navio Cantuária Guimarães com destino a então capital, Rio de Janeiro, decidido a seguir carreira de aviador. Ele havia ficado encantado com a passagem do Jahú pelo Recife no ano anterior — ocasião em que João Ribeiro de Barros, João Negrão, Newton Braga e Vasco Cinquini fizeram a terceira travessia aérea do Atlântico Sul, com o hidroavião Savoia-Marchetti S.55, foi o primeiro voo da história sem escalas naquele trecho. 
Em fevereiro de 1928, ingressou na escola de Aviação Militar no Campo dos Afonsos, Rio de Janeiro, tendo obtido seu brevê de piloto militar em 1929. Após alguns anos de cursos na Escola de Aviação Militar, se formou instrutor de voo. Na época, chegou a integrar o quadro de funcionários do Correio Aéreo Nacional (CAN), onde foi colega de trabalho do então major-aviador Eduardo Gomes. Permaneceu na Escola como instrutor de pilotagem e no CAN até 1931, quando foi contratado pela Syndicato Condor Serviços Aéreos para servir na Linha Cuiabá-Corumbá, no então estado do Mato Grosso, até então a primeira companhia aérea comercial brasileira. O voo comercial dessa rota é registrado como o primeiro realizado em terras nacionais pilotado por um comandante brasileiro. 
Em 1933, foi checado pelo famoso aviador alemão Rudolf Cramer von Clausbruch como primeiro comandante da aviação comercial brasileira. No mesmo ano, prolonga a linha de penetração do oeste para São Paulo.

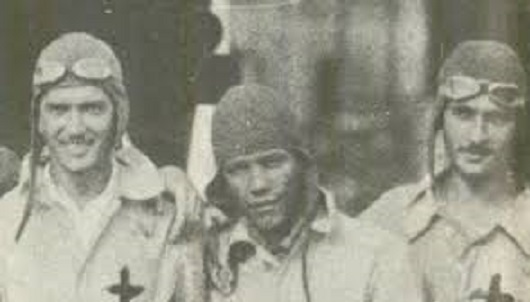
Severiano Lins (à direita) e seus colegas na Escola de Aviação Militar do Campo dos Afonsos.

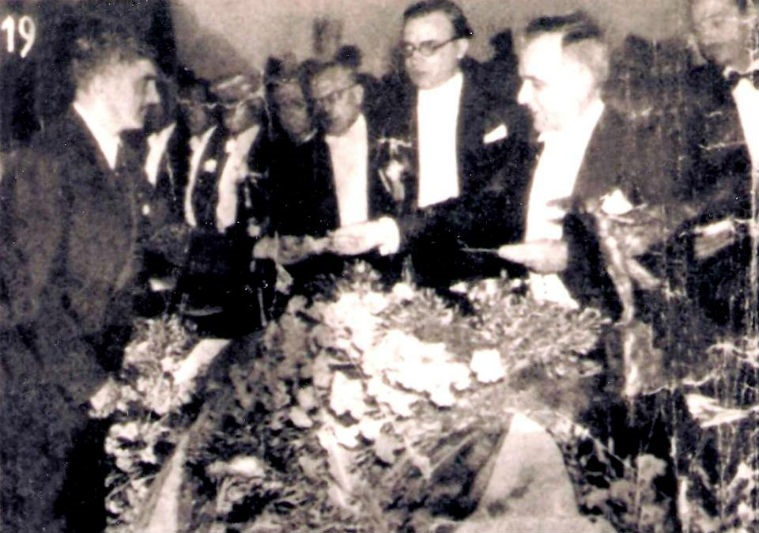
Severiano Lins e o presidente Getúlio Vargas, na ocasião da premiação do troféu Ícaro de Ouro em 1936.

Ele e seu amigo, o empresário paulista Antonio de Moura Andrade, que possuía um Stinson Santa Maria, desbravavam juntos o oeste paulista. Com autorização da Condor, pilotava nas horas vagas, tendo contribuído na fundação de cidades como Andradina, além de incentivarem, ao lado de Assis Chateaubriand, o desenvolvimento da aviação civil e comercial brasileira, que na época ainda era embrionária.
Em 1936, Severiano participou de duas corridas de aviões, denominadas na época como "revoadas". A primeira no Rio de Janeiro e a segunda passeando entre Rio de janeiro, São Paulo e Belo Horizonte. Venceu as duas, ganhando o troféu Ícaro de Ouro, sendo homenageado pessoalmente pelo então presidente Getúlio Vargas, no Palácio do Catete, sede do Poder Executivo Federal na época. 
Em 1937 foi enviado para um estagio no Graf Zepelin na Lufthansa pela Condor, onde lá obteve aperfeiçoamento no voo por instrumentos e noturno. Ele percorreu 20 mil Km pelos países da Europa. Lá teve a oportunidade de ser o primeiro brasileiro a pilotar aviões comerciais em voos regulares pelo continente europeu.
Após essa experiência, inicia os voos pelo litoral brasileiro, na linha Rio de Janeiro a Belém por meio dos famosos Junkers JU-52, fazendo escalas no Recife. O novo avião com três motores e de capacidade para 17 pessoas descia na Bacia do Pina e uma lancha da Condor o levava até o aeroporto, que ficava próximo ao Cais de Santa Rita, onde fica as duas torres gêmeas. 
Faleceu em um acidente com o hidroavião JU-52/3m PP-CAY, o “Marimbá”, em 13 de janeiro de 1939. Naquele voo, ele sobrevoava Rio Bonito, cumprindo a rota Belém-PA ao Rio de Janeiro-RJ, pilotava por instrumentos devido condições climáticas adversas, porém, devido ao erro de carta seu avião veio a atingir a Serra do Sambé, em Niterói-RJ. A carta da época registrava erroneamente que a altitude da serra era de 200 metros, sendo que na realidade possuía aproximadamente 930 metros. O comandante Lins foi enterrado na cripta dos aviadores na cidade do Rio de Janeiro considerado herói nacional. Possuía até aquela data mais de 4 mil horas de voo. 
Um de seus filhos, Fernando Lins, é engenheiro agrônomo e piloto particular. Fernando também se dedica a pesquisar a história de vida do pai, e escreveu o livro Comandante Severiano Lins — Pioneiro da Aviação, ainda sem previsão de lançamento.

## Homenagens
Há um busto de bronze do comandante Severiano Lins no Aeroporto Internacional dos Guararapes. Em vida, recebeu diversas medalhas e troféus, inclusive pelas mãos do então presidente Getúlio Vargas. Também possuí diversos logradouros pelo país, nomeados em sua memória, incluindo duas ruas no estado de Pernambuco: uma sua cidade natal, Palmares, e outra na capital Recife. 